# Młot udarowy
Młot udarowy (młot kujący, młot do dłutowania) – elektronarzędzie przeznaczone do kucia w betonie, kamieniu, wykonywania przebić w ścianach i posadzkach, skuwania tynków i kafelków oraz prac rozbiórkowych. Parametrem mającym największy wpływ na możliwości młota udarowego jest energia pojedynczego udaru. Może być ona mierzona na pobijaku (element uderzający od tyłu w dłuto) lub końcu dłuta. Osprzęt może być mocowany w uchwycie typu SDS-plus (w lekkich młotach przeznaczonych do kucia w miękkich materiałach), SDS-max lub sześciokątnym.